# Paradise Valley (Arizona)
Pour les articles homonymes, voir Paradise Valley.
Paradise Valley est une town du comté de Maricopa située à proximité de Phoenix, dans l'État de l'Arizona.

## Immobilier
En 2005, la ville compte environ 15 000 habitants pour une superficie de 40 km2. En dépit de son faible nombre d'habitants, la ville ne compte pas moins de 12 resorts, ce qui en fait une destination touristique de choix en Arizona. En conséquence, les prix de l'immobilier y sont élevés et le prix moyen d'une maison est de 1,74 million de dollars pour une maison de 350 m2, avec de nombreuses maisons valant entre 5 et 20 millions de dollars.

## Démographie
| 1970  | 1980   | 1990   | 2000   | 2010   | - |
| ----- | ------ | ------ | ------ | ------ | - |
| 6 637 | 11 085 | 11 773 | 13 664 | 12 820 | - |